# 西利齊亞-姆利尼夫西基
51°47′56″N 24°18′32″E / 51.79889°N 24.30889°E
西利齊亞-姆利尼夫西基（烏克蘭語：Сільця-Млинівські），是烏克蘭的村落，位於該國西部沃倫州，由科韋利區負責管轄，面積0.36平方公里，海拔高度158米，2001年人口94，人口密度每平方公里264.04人。